# كيوكو ناكاجيما
كيوكو ناكاجيما (باليابانية: 中島京子) (23 مارس 1964، طوكيو في اليابان)؛ روائية يابانية.